# غول مفلح (الرضمة)

تعديل مصدري - تعديل

غول مفلح محلة تابعة لقرية حيد الجروب، التابعة لعزلة سودان بمديرية الرضمة إحدى مديريات محافظة إب في الجمهورية اليمنية.، بلغ تعداد سكانها 62 حسب تعداد اليمن لعام 2004.